# Dura Ace

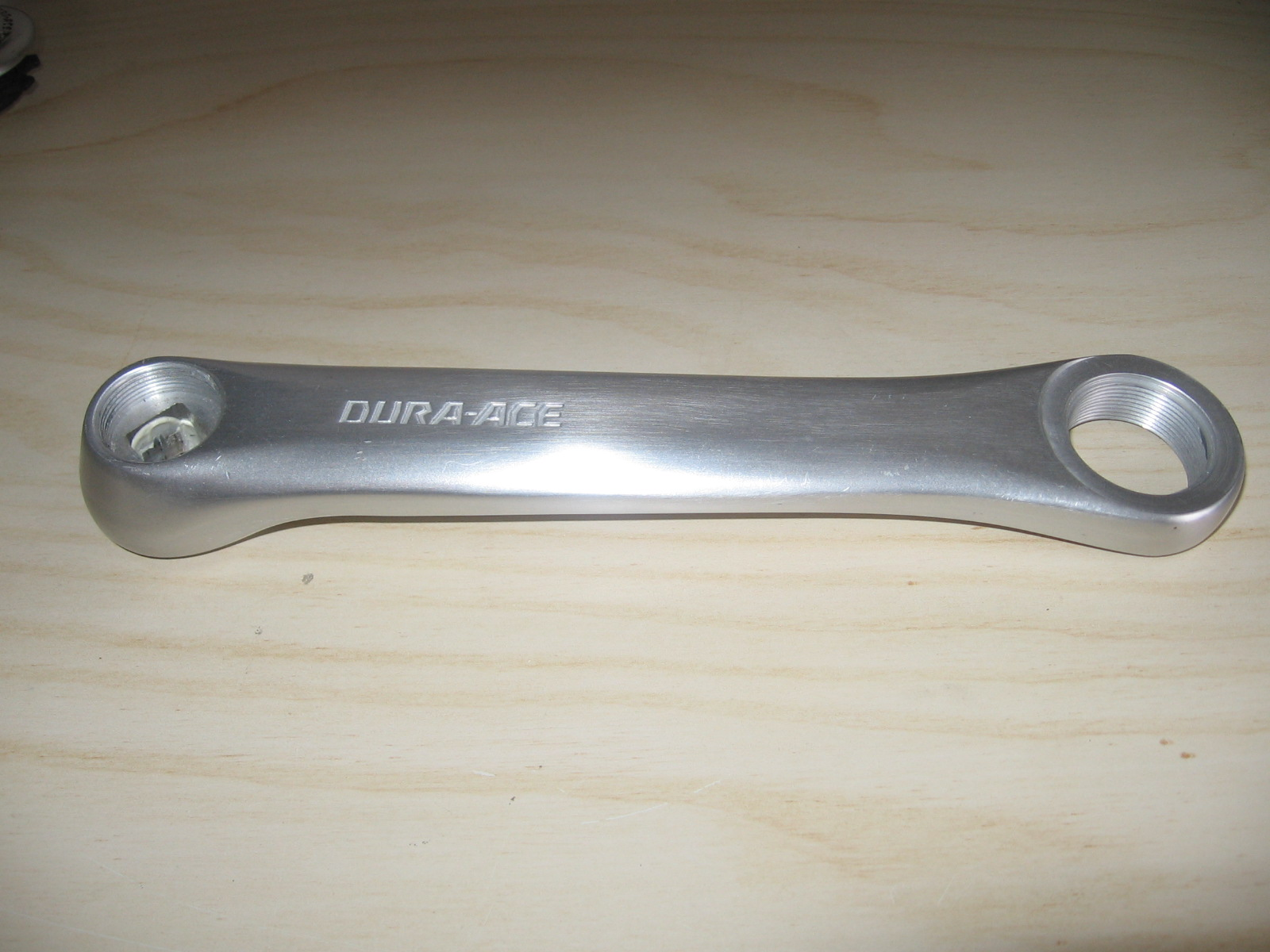
Linker EX crank met het enorme gat voor het Dyna Drive pedaal. De kogellagers van deze crank lagen naast het pedaal waardoor het lager kon worden geplaatst.

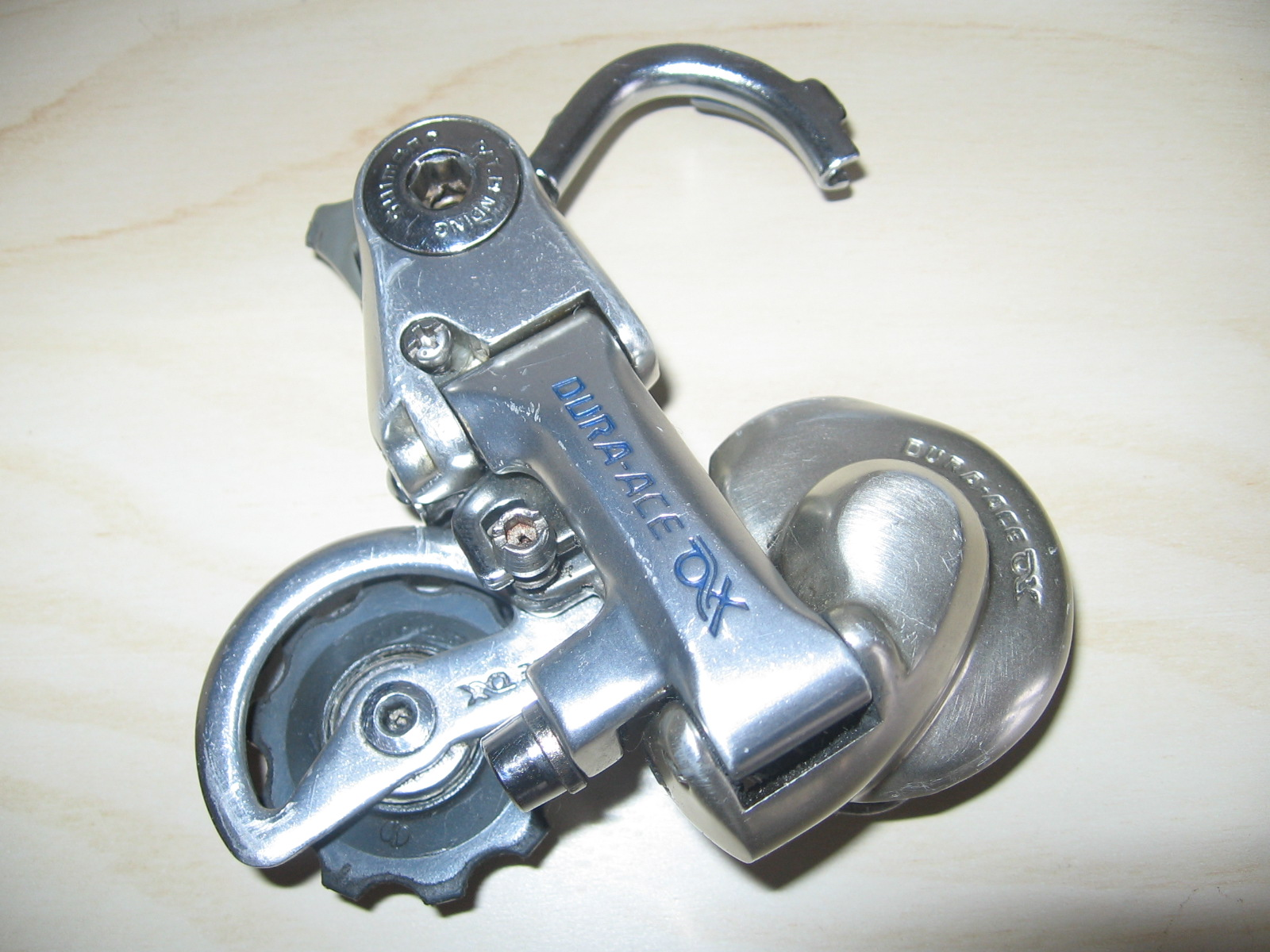
De achterderailleur bij AX: Geen buitenkabel meer nodig door het metalen boogje dat de versnellingskabel geleidt. Bovendien is het bovenste wieltje afgedicht om de luchtstroom optimaal te geleiden, ondanks het extra materiaal.

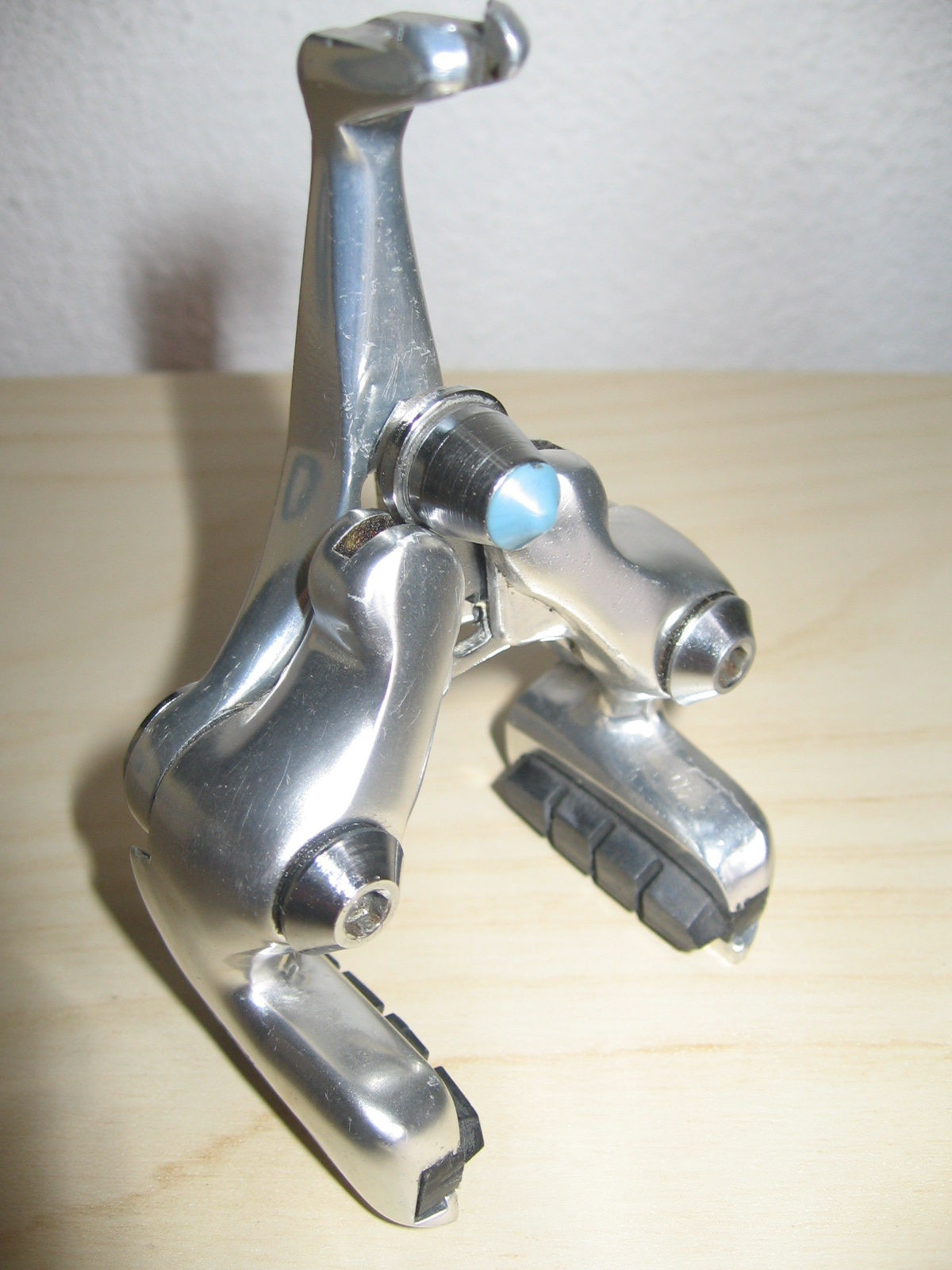
Lance Armstrong gebruikte de toen twintig jaar oude deltaremmen van AX tijdens een door hem gewonnen tijdrit van de Tour de France in 2001.

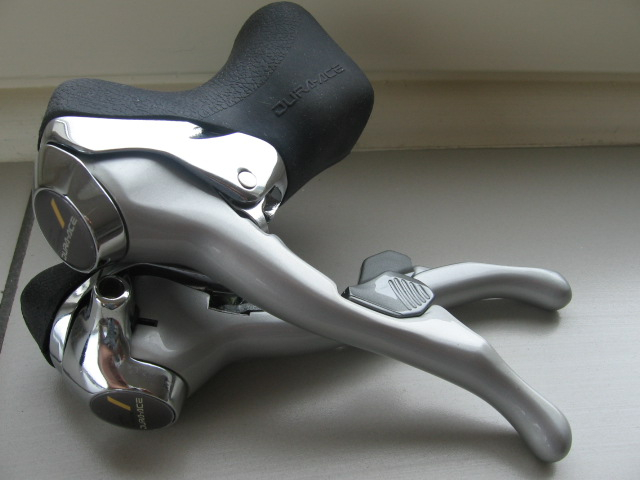
Dura Ace 7400 2x8speed rem-schakelhandels. De eerste generatie met veel chroom.

Dura Ace is de naam van een groep van onderdelen voor de racefiets van de Japanse fietsonderdelenproducent Shimano. Dura staat voor duraluminium, een sterk lichtgewicht metaal dat voor de onderdelen wordt gebruikt. Het Engelse ace staat voor aas, wat het beste suggereert.
De geschiedenis van Dura Ace begint in 1973, toen Shimano, dat al langer fietsonderdelen fabriceerde, besloot het monopolie van het Italiaanse Campagnolo aan te vallen met zijn nieuwe high-endonderdelengroep Dura Ace. Tot dan toe hadden fabrikanten zich veelal op een enkel onderdeel van de racefiets geconcentreerd, maar Campagnolo en Shimano begrepen dat de consument liever alle onderdelen van dezelfde fabrikant en hetzelfde uiterlijk wilden.

## Dura Ace
Shimano's eerste Dura Ace-achterderailleur heette de Crane. Deze had niet het diagonale parallellogram zoals dat later werd gefabriceerd.

## Dura Ace EX
Vijf jaren ervaring leidden tot de tweede generatie van onderdelen, die door Shimano Dura Ace EX werd gedoopt. De belangrijkste innovatie was de zogenaamde free hub, oftewel de 6-speed achternaaf met een body waarop de afzonderlijk achtertandwieltjes werden geschoven. Het kleinste tandwieltje bezat aan de binnenkant een schroefdraad waarmee ze allemaal werden vastgezet. Groot voordeel van deze innovatie was het feit dat de rechter kogellager vanuit de naaf aan het rechteruiteinde van de body kon worden verschoven, waarmee het geheel stabieler werd.

## Dura Ace AX
In 1980 lanceerde Shimano Dura Ace AX. AX betekent in het woordenboek van Shimano aerodynamica. AX was dan ook een poging van Shimano om samen met enkele producenten van frames de racefiets zo aerodynamisch mogelijk te maken. AX werd een tragische mislukking toen profs na korte tijd weigerden de onderdelen nog langer te gebruiken. De deltarem bezat namelijk aanzienlijk minder remkracht dan de standaardremmen en de cranks waren berucht omdat ze meer dan eens afbraken.
Het idee van Shimano achter AX was een groep onderdelen op de markt te brengen die zodanig ontworpen waren, dat ze de luchtstromingen zo gunstig mogelijk langs het frame geleidden. Alhoewel dit in theorie zeker een goed idee was, bleek het resultaat tegen te vallen; de grootste factor is namelijk de fietser zelf. In 1983 concludeerde Shimano dat AX geen toekomst had en ging verder met EX.
De naven waren bijzonder in twee opzichten: hoewel het niets te maken heeft met verminderde luchtweerstand was het de eerste naaf die geschikt was voor zeven kransjes. Ten tweede waren er in de naven uitsparingen aangebracht, waardoor de spaakkoppen niet meer uitstaken.

## Dura Ace 7400
De belangrijkste innovatie bij de Dura Ace 7400 was Shimano Indexed System (SIS) oftewel geïndexeerd schakelen. Dat werd pas in 1984 mogelijk toen het patent van Suntour op het diagonale parallellogram, dat geïndexeerd schakelen technisch betrouwbaar maakt, verliep.
Met het mislukken van AX nog vers in het geheugen besloot Shimano op de rechter commandeur een zogenaamde "SIS/Friction mode switch" aan te brengen; mocht blijken dat de consumenten het nieuwe geïndexeerde schakelen niet waardeerden, dan kon met een draai aan de knop de commandeur op het beproefde frictieschakelen worden omgezet.
De dual-pivot remmen bezitten twee draaipunten, waardoor de remblokjes niet langer een voor een tegen de velg worden gedrukt maar tegelijkertijd.
Misschien wel de grootste sprong voorwaarts was Shimano Total Integration STI, de naam van de remschakelgrepen, die tegenwoordig op elke nieuwe fiets zitten.

## Dura Ace 7800
De Dura Ace 7800 werd vanaf 2003 gebruikt in het profpeloton en was verkrijgbaar in de winkels vanaf 2004. De 7800 werd een 10-speed, wat in vergelijking met de 7700 van Dura-Ace Shimano een hele verbetering is.

## Dura Ace 7900 / 7950 / 7970
In 2009 werd de opvolger van de 7800-groep gelanceerd. De 7900-uitvoering omvat vooral gewichtsverlies en hogere stijfheid in bijvoorbeeld het crankstel. Naast de 7900-groep werd de 7950-groep gelanceerd met een compact (50t/34t) crankstel. Tevens werd de 7970 gelanceerd met elektronische schakeling, Di2 genaamd (Di2 staat voor Digital Integrated Intelligence)

## Dura Ace 9000 / 9050 / 9100 / 9150
Op 1 juni 2012 werd de opvolger van de 7900-groep gepresenteerd: de Dura Ace 9000-groep. Deze groep is een sterk verbeterde versie van de 7900, waarbij het 4-armige crankstel direct in het oog springt; voorheen was dit een 5-armig crankstel. Verder zijn de remmen sterk verbeterd, is men naar 11-speed gegaan en uiteraard is er gesleuteld aan het gewicht. Een tussentijdse verbetering zijn de schakelshifters; deze voeren de naam 9001. De Di2-versie gaat als 9050 door het leven.
In juni 2016 kwamen de doorontwikkelingen van de mechanische en elektronische (Di2) varianten op de markt: de Dura Ace groepen 9100 en 9150.